# Kružnice devíti bodů

Kružnice devíti bodů. Body D, E a F jsou středy stran. Body G, H a I jsou paty výšek. Body J, K a L jsou středy spojnic vrcholů s ortocentrem S.

Kružnice devíti bodů se dotýká kružnice vepsané a kružnic připsaných

Kružnice devíti bodů se nazývá taková kružnice trojúhelníka, na níž leží jeho následující body:
- středy stran
- paty výšek
- středy spojnic vrcholů s ortocentrem (ortocentrum = společný bod výšek trojúhelníka)

Kružnice devíti bodů se nazývá též Feuerbachova kružnice, protože německý matematik Karl Wilhelm Feuerbach byl prvním, kdo dokázal, že se kružnice devíti bodů dotýká kružnice vepsané a kružnic připsaných.
Kružnice devíti bodů je stejnolehlým obrazem kružnice opsané se středem stejnolehlosti v těžišti trojúhelníka a koeficientem κ = - 0,5. Z toho plyne, že její střed leží na Eulerově přímce ve středu úsečky, spojující ortocentrum se středem kružnice opsané. Její poloměr je polovinou poloměru kružnice opsané.

## Shermanova úsečka
Pro každou stranu trojúhelníka platí následující:
- Konce stran leží na kružnici opsané.
- Strany se dotýkají kružnice vepsané.
- Středy stran leží na kružnici devíti bodů.

Matematik Sherman dokázal, že lze nalézt ještě jednu úsečku (tzv. „čtvrtou stranu“ trojúhelníka), která splňuje všechny tři výše uvedené podmínky.